# Мардоний
Мардоний е пълководец и военачалник на Персия през царуването на Дарий I и сина му Ксеркс I и участва в най-значителните битки по времето на Втората гръко-персийска война. Загива в битката при Платея, която слага края на персийските инвазии в Древна Гърция.

## Произход
Мардоний е син на Гобрий, персийски благородник, един от помощниците на ахеменидския принц Дарий Велики в отстраняването на предишния цар на Персия -  Гаумата (наричан и Лъже-Смердис, поради приписваната му от Бехистунския надпис узурпация на престола). Гобрий и групата му посичат Гаумата през октомври 521 пр.н.е. После съюзът му с новия владетел е затвърден с династични бракове: (1) Дарий взима за жена дъщерята на Гобрий, (2) Гобрий – сестрата на Дарий, a Мардоний става зет на Дарий I като (3) се жени за дъщеря му Артозостра.

## Военна кариера

### Генерал на Дарий

#### Събития в Йония
Дарий назначава Мардоний за генерал и след потушаването на гръцкото въстание в Йония през 492 пр.н.е. го изпраща да накаже Атина за помощта, която атиняни са оказали на йонийците. По пътя си към Атина Мардоний използва армиите си да свали от власт местните (назначени по рано от Персийската империя) тирани в Йония и да наложи демократично управление, с което изненадва гърците, макар и постъпката му да е обяснима с политическата конюнктура. След това, с флота си Мардоний прекосява Хелеспонт (Дарданелите).
Победи в Тракия и Македония
Първата жертва на персийската агресия в Гърция става остров Тасос - с цел завладяване на тамошните оловни и сребърни мини, както и (в по-ниска степен) на местните залежи на злато и мед. Със завладяването на острова, местните първенци, за да запазят състоянието и живота си, стават васали на Персия. Оттам флотата на Мардоний се насочва към бреговете на Македония (приблизително в земите, където впоследствие се намира Солун); не след дълго и те са присъединени към Персийската империя.
След това с част от армията си нахлува в Тракия и води пехотата и кавалерията на персите в битките там. Мардоний печели победа след победа, но в една от битките е ранен. Междувременно морска буря разбива флотата му близо до полуостров Атон. Според Херодот, персите загубват 300 кораба и 20 хиляди души.  Раняването му и загубата на флотата принуждават Мардоний да се прибере в Мала Азия.
Освободен от военна служба
Дарий го освобождава от командването и възлага Датис и Артаферн да предвождат нападението срещу Гърция през 490 пр.н.е.. Независимо от първоначалните си успехи, сред които - превземането на град Наксос (днес град Хора на остров Наксос), а след това и на полиса Еретрия на западния бряг на остров Евбея, те претърпяват поражение на Маратонското поле.

### Генерал при Ксеркс
Военен съветник на Ксеркс
При Ксеркс I Мардоний е отново приеман благосклонно в двореца и изглежда именно той надумва императора да се откаже от планираното помирение с гърците и да започне Второто персийско нашествие в Гърция. В такава роля го представя Херодот, приписвайки му безогледна отмъстителност и безразсъдно властолюбие, замъгляващи трезвата му преценка за реалните сили на врага - за разлика от военачалниците Артабан и Артабаз, които описва като добри, но незачитани достатъчно от царя съветници. Главният мотив на Мардоний, според него е, че се надява да стане сатрап (губернатор) на Гърция. Като главна негова грешка изтъква това, че отдава твърде голямо значение на броя на войските и твърде малко - на стратегическите предимства и така подценява гърците - по-малобройни от хората му, но и много по-надъхани и повече подготвени за война в местните условия.
Втора гръко-персийска война
Мардоний присъства и на Битката при Термопилите. След победата над Леонид, неговите 300 спартанци и техните помощници в това сражение, Персия насочва силите си срещу Атина, но претърпява морско поражение в битката при Саламин. Опитите на Мардоний да убеди Ксеркс да остане в Гърция и продължи офанзивата на юг са безуспешни; царят се изтегля в Азия, оставяйки Мардоний като губернатор на завладените на север от Атина територии. 
Мардоний покорява Македония и поставя във васално положение цар Александър I Македонски, но той все пак предупреждава атиняните за надвисналата опасност и им съобщава плановете на Мардоний да зароби Гърция. Мардоний оплячкосва Атина, опразнена преди битката при Саламин и след това предлага на оцелелите жители да се завърнат в града, обещавайки да им помогне да го ремонтират и благоустроят в замяна на примирие, но гърците се приготвят за друга битка и отхвърлят предложението му.
Гибелта на Мардоний
Мардоний се приготвя да се срещне с враговете си на полесражението, макар другите персийски пълководци да го съветват да се откаже. Артабаз, който подобно на Артабан премерва не само числеността на противника, но и тактическите му умения, се мъчи да убеди Мардоний, че при все численото преимущество на персите над тях, гърците имат решаващи предимства, поради факта че защитават дома си и познават терена. В последвалата Битка при Платея, Мардоний пада убит от ръката на спартанеца Аимнет/Амнет, който разбива с камък главата му. Войската на Персия е изтребена, а оцелелите са пленени. Това е последното гръко-персийско сражение от Гръко-персийските войни.

## В поп-културата
- Във филма 300 Спартанци (1962), ролята на Мардоний е изпълнена от гръцкия актьор Никос Папаконстантину.